# Mein Onkel Benjamin (Roman)
Mein Onkel Benjamin (Mon oncle Benjamin) ist ein Roman von Claude Tillier aus dem Jahre 1843, der als philosophischer Sittenroman gilt.

## Handlung
Der Roman wird aus der Perspektive eines Erzählers geschildert, der einige Episoden aus dem Leben des Bruders seiner Großmutter, Benjamin Rathery, erzählt, der daher in Wirklichkeit sein Großonkel ist. Handlungsort ist Clamecy, die Zeit ist das Ende der Regierungszeit Ludwigs XV. oder der Regierungszeit Ludwigs XVI., mindestens zehn Jahre nach der Schlacht von Fontenoy. Der Erzähler ist der Sohn von Gaspard Machecourt, dem ältesten Sohn von Benjamins Schwester und Gerichtsvollzieher von Clamecy.
Der 28-jährige Benjamin Rathery ist ein Landarzt, der nicht bereit ist, seine Schulden zu bezahlen. Er ist eher ein Liebhaber guter Flaschen Wein, ziemlich kultiviert, trägt das Schwert und ist überzeugt vom Zölibat. Seine Schwester, mit der er zusammenlebt, versucht ihn zu überzeugen, zu heiraten, Die Wahl liegt bei Arabelle, der Tochter eines anderen Arztes, Minxit. Doch Benjamin hat mehr Interesse an der hübschen Gastwirtin Manette. Als er Arabelle besuchen soll, kehrt er lieber bei Manette ein. Bald erfährt er, dass Arabelle den jungen Adligen Pont-Cassé liebt. Er beleidigt zwar den Adligen und duelliert sich mit ihm, verschont jedoch sein Leben. Doch am Ende kommt Pont-Cassé bei einem anderen Duell ums Leben und Arabelle stirbt bei einer Frühgeburt. Aus Kummer stirbt nun auch ihr Vater Minxit. Er gibt ein letztes Gastmahl.

## Beschreibung
Claude Tillers Roman Mein Onkel Benjamin ist ein humoristisch-satirisches Genrebild, das zunächst in Fortsetzungen in der Association erschien. Eine erste Buchausgabe brachte der Pariser Verleger Coquebert 1843 heraus. Das Buch erfuhr bis heute zahlreiche Ausgaben und Übersetzungen. Die erste deutsche Übersetzung besorgte der demokratisch gesinnte Schwabe Ludwig Pfau 1866. Eine Übersetzung ins Amerikanische fertigte der Anarchist Benjamin Tucker an. Mehr zur Wirkungsgeschichte gibt Manfred Gsteiger.

## Rezeption
Es war der Lieblingsroman von Georges Brassens: „Wer Mein Onkel Benjamin nicht gelesen hat, kann sich nicht als einer meiner Freunde bezeichnen“.
Obwohl Tillier die Episoden um den epikureischen Landarzt ausdrücklich in den „glücklichen“ Zeiten seines eigenen Großvaters angesiedelt hat, beschönigt er nichts. Sein Buch wimmelt von Angriffen auf Unrecht, Engstirnigkeit, Heuchelei. Wenn Meyers Lexikon 1929 von einem „derb-humoristischen Dorfroman“ spricht, verkennt es allerdings den geschliffenen Stil und den Geistreichtum des Buches. Es ist eine Fundgrube für verblüffende Metaphern und tiefsinnige Aphorismen. Auch mit diesen Zügen erinnert es an Thoreaus Klassiker Walden von 1854, den Tillier ja schlecht gekannt haben kann. Übrigens mussten beide Werke etliche Jahrzehnte auf die ihnen gebührende Anerkennung warten.

## Verfilmungen
- 1924: Mon oncle Benjamin, Stummfilm von René Leprince mit Léon Mathot (Benjamin), Madeleine Erickson (Manette) u. a.
- 1963: Mon oncle Benjamin, Fernsehfilm von René Lucot mit Dominique Paturel (Benjamin), Paule Noëlle (Manette), Denise Gence, Georges Auboubert u. a.
- 1969: Mein Onkel Benjamin Film von Édouard Molinaro mit Jacques Brel (Benjamin), Claude Jade (Manette), Bernard Alane, Rosy Varte u. a.
- 1969: Das Gastmahl der Rose Film von Georgi Danelija mit Wachtang Kikabidse, Sopiko Tschiaureli, Anastassija Wertinskaja, Lia Gudadse u. a.
- 1973: Mein Onkel Benjamin Fernsehfilm von Thomas Engel mit Peter Vogel, René Deltgen, Inken Sommer, Eva-Maria Meineke u. a.